# Gaïtcha Football Club de Nouméa
Maillots
Le Gaïtcha Football Club de Nouméa est un club de football néo-calédonien situé à Nouméa.

## Histoire
Créé en 1965, le Gaïtcha FCN compte cinq titres nationaux à son palmarès : quatre titres de champion et une Coupe de Nouvelle-Calédonie.
Il prend également part pour la première fois à une compétition continentale, la Ligue des champions, en 2015, grâce à son titre en Super Ligue 2013. 
Le club compte une participation au 7e tour de la Coupe de France de football, à la suite de son succès en Coupe de Nouvelle-Calédonie. Lors de l'édition 2012, il est sèchement battu 9-0 en Picardie par l'AFC Compiègne, pensionnaire de CFA. 
Parmi les joueurs renommés du club, on peut citer Christian Karembeu, champion du monde 1998 avec la France et qui a débuté au Gaïtcha avant de partir en métropole au FC Nantes.

## Palmarès
- Championnat de Nouvelle-Calédonie (4)
  - Vainqueur en 1974, 1990, 1999, 2013

- Coupe de Nouvelle-Calédonie (1)
  - Vainqueur : 2011
  - Finaliste : 1971, 1997, 2010